# Distrikt San Mateo de Otao
Der Distrikt San Mateo de Otao liegt in der Provinz Huarochirí in der Region Lima im zentralen Westen von Peru. Der Distrikt wurde am 21. November 1944 gegründet. Er besitzt eine Fläche von 135 km². Beim Zensus 2017 wurden 1531 Einwohner gezählt. Im Jahr 1993 lag die Einwohnerzahl bei 2062, im Jahr 2007 bei 1833. Sitz der Distriktverwaltung ist die 2259 m hoch gelegene Ortschaft San Juan de Lanca mit 178 Einwohnern (Stand 2017). San Juan de Lanca befindet sich 17,5 km westlich der Provinzhauptstadt Matucana.

## Geographische Lage
Der Distrikt San Mateo de Otao befindet sich in der peruanischen Westkordillere nordwestzentral in der Provinz Huarochirí. Der Río Canchacalla, ein rechter Nebenfluss des Río Rímac, entwässert das Areal nach Südwesten.
Der Distrikt San Mateo de Otao grenzt im Westen an den Distrikt Santa Eulalia, im Norden an die Distrikte Callahuanca und San Pedro de Casta, im Nordosten an die Distrikte San Juan de Iris und Matucana, im Osten an den Distrikt Surco sowie im Süden an die Distrikte San Bartolomé und Santa Cruz de Cocachacra.

## Ortschaften
Im Distrikt gibt es neben dem Hauptort folgende größere Ortschaften:
- Canchacalla (207 Einwohner)